# 知立劇場
知立劇場（ちりゅうげきじょう）は、かつて愛知県知立市にあった劇場・映画館。前身は1901年（明治34年）に開館した芝居小屋の東雲座（しののめざ）。1926年（昭和元年）に開館し、1975年（昭和50年）に閉館した。知立市内を通る旧東海道のうち、中町交差点以東の一部分は本劇場にちなんで「劇場通り」と呼ばれている。

## 歴史

### 東雲座

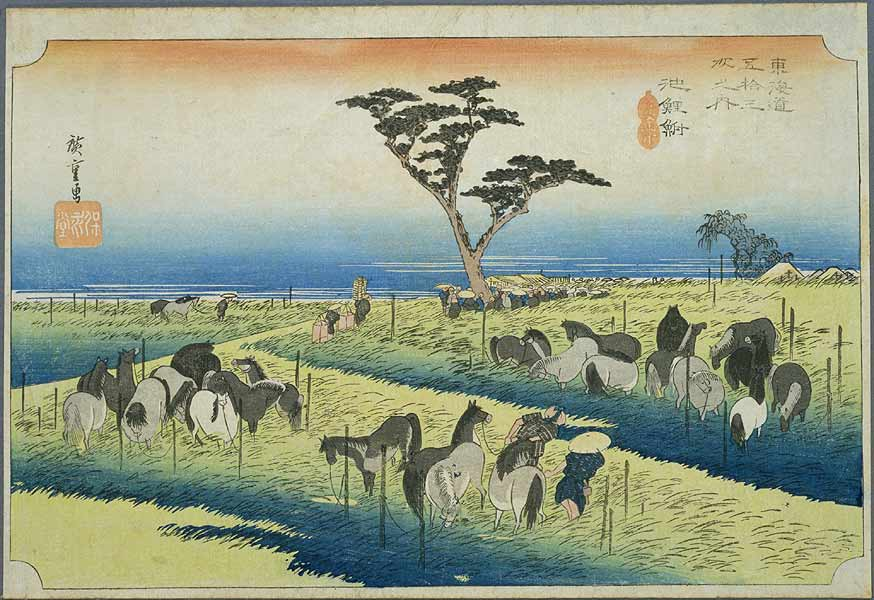
歌川広重『東海道五十三次・池鯉鮒』

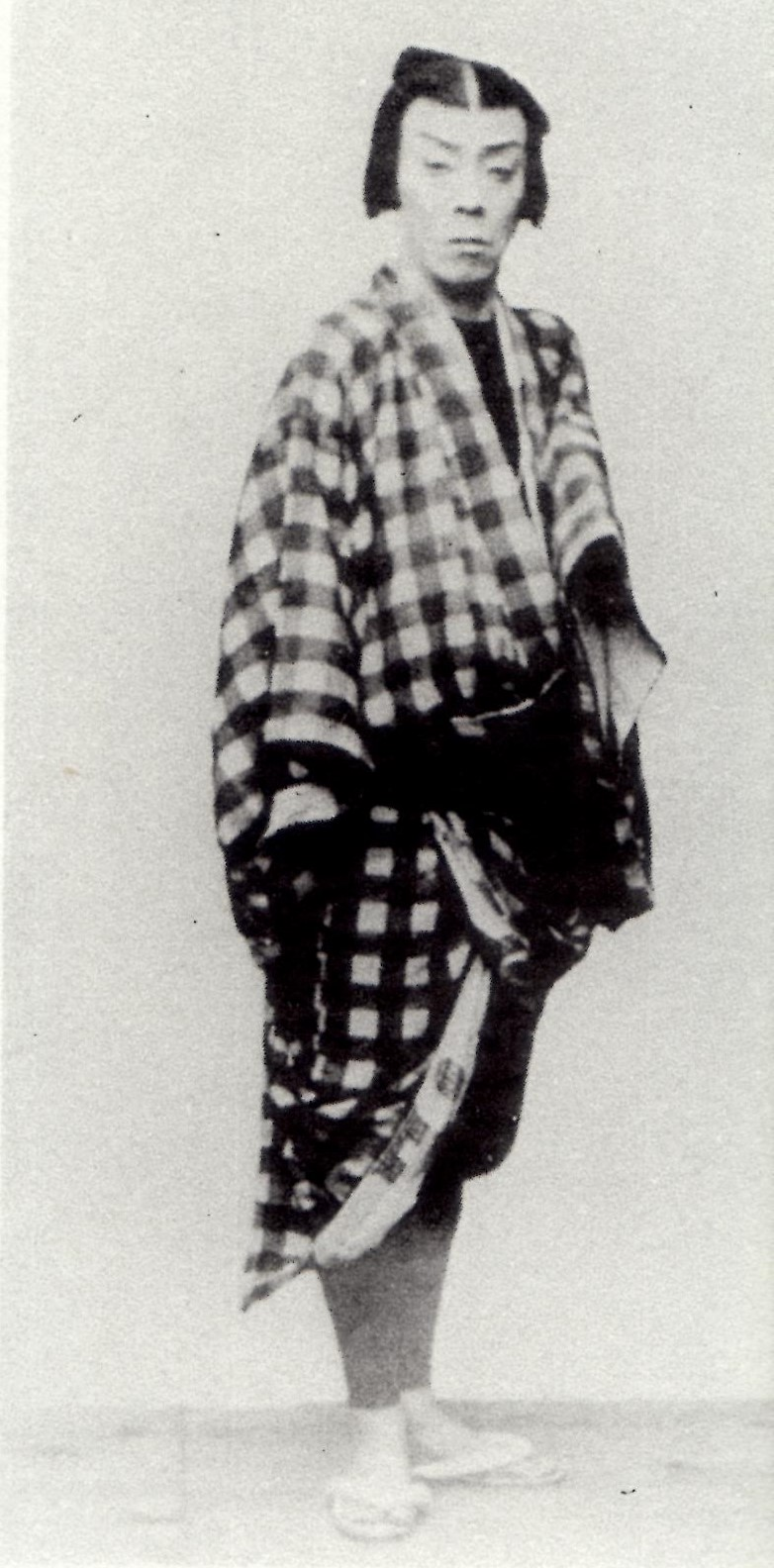
五代目 坂東蓑助

近世の知立は池鯉鮒宿として栄えた東海道の宿場町であり、文政8年（1825年）に出された大阪版の芝居番付『諸国芝居繁栄数望』では東方三段目（13番目）に格付けされるように演劇の盛んな土地だった。1891年（明治24年）には常芝居小屋の日吉座が開館したが、西三河地方で常小屋はまだ珍しかったとされる。
1901年（明治34年）6月には大村六三郎を座主として、碧海郡知立町に東雲座が開館した。東雲座は旧東海道（後に国道1号に指定、現在の国道1号とは異なる）に面していた。1909年（明治42年）には池鯉鮒宿の旅籠に生まれた歌舞伎役者である五代目 坂東蓑助が知立に凱旋し、東雲座で興行を行っている。五代目 坂東蓑助は東雲座での興行の翌月、隣町である碧海郡刈谷町の大黒座を訪れたが、大黒座での興行中に急死した。

### 知立劇場

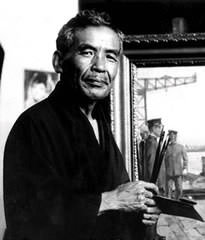
知立劇場に通ったという和田英作

1926年（昭和元年）8月には東雲座を建て直して知立劇場が開館した。こけら落しとして七代目 澤村宗十郎の「阿古屋の琴責め」が上演されている。1945年（昭和20年）から1951年（昭和26年）まで、知立に疎開していた洋画家の和田英作は、しばしば知立劇場で観劇したという。
戦後の1950年（昭和25年）には座席を洋式とし、映画の常設館に転換した。1951年（昭和26年）には国道1号のバイパス工事が完成し、国道1号が旧東海道からバイパスに移った。1953年（昭和28年）の知立町には知立劇場とオリオン座の2館があり、2館とも洋邦問わず上映していた。知立劇場の座席数は986席であり、これは豊橋市や岡崎市も含めた三河地方の映画館の中でもっとも多かった。
1955年（昭和30年）に知立第一劇場が開館したことで、知立町の映画館は3館（知立劇場・知立オリオン・知立第一劇場）となった。日本の映画館数がピークを迎えたのは1960年（昭和35年）であり、この年の知立劇場の座席数は3館の中でもっとも多い750席だった。知立劇場は日活・東宝・新東宝の作品を、知立第一劇場は東映・松竹・大映の作品を、知立オリオンは洋画を上映してすみ分けを図っていた。
過当競争の結果として、1961年（昭和36年）には知立オリオンが閉館。1975年（昭和50年）には知立劇場も閉館し、跡地は駐車場となった。

## かつて知立市にあった映画館
| 画像 | 館名         | 所在地         | 営業年        |
| ---- | ------------ | -------------- | ------------- |
|      | 知立劇場     | 知立市中山町   | 1926年-1975年 |
|      | 知立オリオン | 知立市西新地   | 1952年-1961年 |
|      | 知立第一劇場 | 知立市平田町   | 1955年-1994年 |
|      | 知立小劇場   | 知立市栄二丁目 | 1978年-2008年 |